# Ja’akow Edri
Ja’akow Edri, Ja’akow Edery (hebr. יעקב אדרי, ur. 25 listopada 1950) – izraelski polityk, były minister zdrowia i minister rozwoju Negewu i Galilei w rządzie Ehuda Olmerta, rzecznik rządu Izraela.

## Życiorys
Urodzony w Maroku, Edri wyemigrował do Izraela w 1959 roku. W latach 1999–2003 był burmistrzem miasta Or Akiwa. W 2003 został członkiem Knesetu z ramienia partii Likud. 10 marca 2003 został wiceministrem bezpieczeństwa wewnętrznego. Pod koniec listopada 2005 opuścił Likud i zasilił nowo powstałą Kadimę. 18 stycznia 2006 został ministrem zdrowia i ministrem rozwoju Negewu i Galilei. Po wyborach w 2006 roku został rzecznikiem rządu Olmerta.
27 lipca 2006 roku został ministrem ds. Jerozolimy. Po zmianach w gabinecie, objął w lipcu 2007 roku stanowiska ministra absorpcji imigrantów i ministra rozwoju Negewu i Galilei. Utracił tę pierwszą funkcję 14 czerwca 2008, kiedy to otrzymał ją Eli Aflalo.
25 lutego 2007 roku został osobą odpowiedzialną za organizację 60-lecia istnienia Izraela. Tego samego dnia został oskarżony o czerpanie korzyści osobistych w zamian za awansowanie szefa policji, Ja’akowa Zigdona, w czasie, gdy Edri był wiceministrem bezpieczeństwa wewnętrznego. Polityk zaprzeczył tym zarzutom.